# Procellosaurinus tetradactylus
Procellosaurinus tetradactylus är en ödleart som beskrevs av  Rodrigues 1991. Procellosaurinus tetradactylus ingår i släktet Procellosaurinus och familjen Gymnophthalmidae. Inga underarter finns listade i Catalogue of Life.